# Зденек Фолпрехт
Зденек Фолпрехт (чеськ. Zdeněk Folprecht, нар. 1 липня 1991, Кладно) — чеський футболіст, півзахисник клубу «Тукловіче» та молодіжної збірної Чехії.

## Клубна кар'єра
Народився 1 липня 1991 року в місті Кладно. Вихованець клубів «Банік» (Стохов) та «Оломоуц», звідки перейшов у академію «Спарти» (Прага). У липні 2009 року почав тренуватися з основною командою «Спарти». Він дебютував у вищому дивізіоні під керівництвом тренера Йозефа Хованця 27 лютого 2010 року в матчі проти «Пршибрама» (1:1), де він вийшов у стартовому складі та зіграв 86 хвилин. Завдяки цьому він став одним із гравців, які виграли чемпіонат Чехії, оскільки «Спарта» переможно завершила свою кампанію в чемпіонаті в сезоні 2009/10. З 2010 року перебував на правах оренди в інших клубах «Вікторія» (Жижков) та «Збройовка» (Брно) або виступав за резерв.

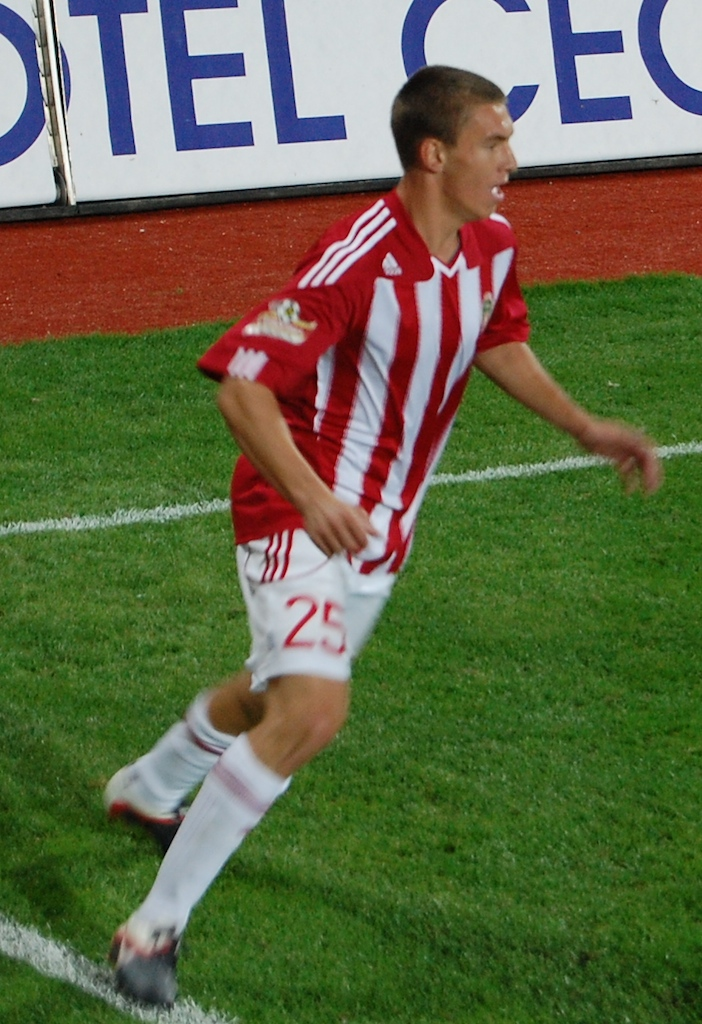
Зденек Фолпрехт у складі «Вікторії» (Жижков). 2011 рік.

У червні 2015 року назавжди покинув «Спарту» і домовився про перехід у «Слован» (Ліберець), підписавши з командою трирічний контракт. У «Словані» його тренував тренер команди Їндржих Трпишовський, який тренував його в молодіжній команді «Спарти» та у «Вікторії Жижков».
У січні 2017 року відправився в піврічну оренду в азербайджанський клуб «Нефтчі». У червні 2017 року він повернувся після оренди до Ліберця, де провів ще один сезон.
Згодом з 2018 року грав у складі кіпрської команди «Пафос», з якою здавався в оренду у чеський «Фастав» (Злін). Згодом грав за інший місцевий клуб «Пршибрам», а потім повернувся на Кіпр, де грав за клуби «Ерміс» і «Етнікос» (Ахна).
25 лютого 2022 року він переїхав до Італії та підписав контракт із клубом Серії С «Пістоєзе», але влітку повернувся у Чехії і став гравцем «Сельє і Белло».
Dksnre 2023 року уклав контракт з клубом «Кладно», у складі якого виступав до кінця року, а потім став гравцем «Тухловіце».

## Виступи за збірні
2006 року дебютував у складі юнацької збірної Чехії (U-16), загалом на юнацькому рівні взяв участь у 45 іграх, відзначившись 6 забитими голами.
29 лютого 2012 року зіграв свій єдиний матч у складі молодіжної збірної Чехії, вийшовши на заміну на 65 хвилині замість Йосефа Гушбауера в товариській грі проти Румунії (1:0).

## Титули і досягнення
- Чемпіон Чехії (1):

«Спарта» (Прага): 2009/10